# 安塞爾區

36°48′00″N 6°10′00″E / 36.8000°N 6.1667°E
安塞爾區（阿拉伯语：‎），是阿爾及利亞的行政區，位於該國東北部，由吉傑勒省負責管轄，首府設於安塞爾，面積264平方公里，1998年人口47,347，人口密度每平方公里180人。